# Pringles
Pringles è un marchio di snack salati ideato nel 1968 dalla Procter & Gamble ed acquisito nel 2012 dalla Kellogg per 2,7 miliardi di dollari. Sono vendute in tutto il mondo, e fatturano ogni anno circa un miliardo di dollari.

## Storia

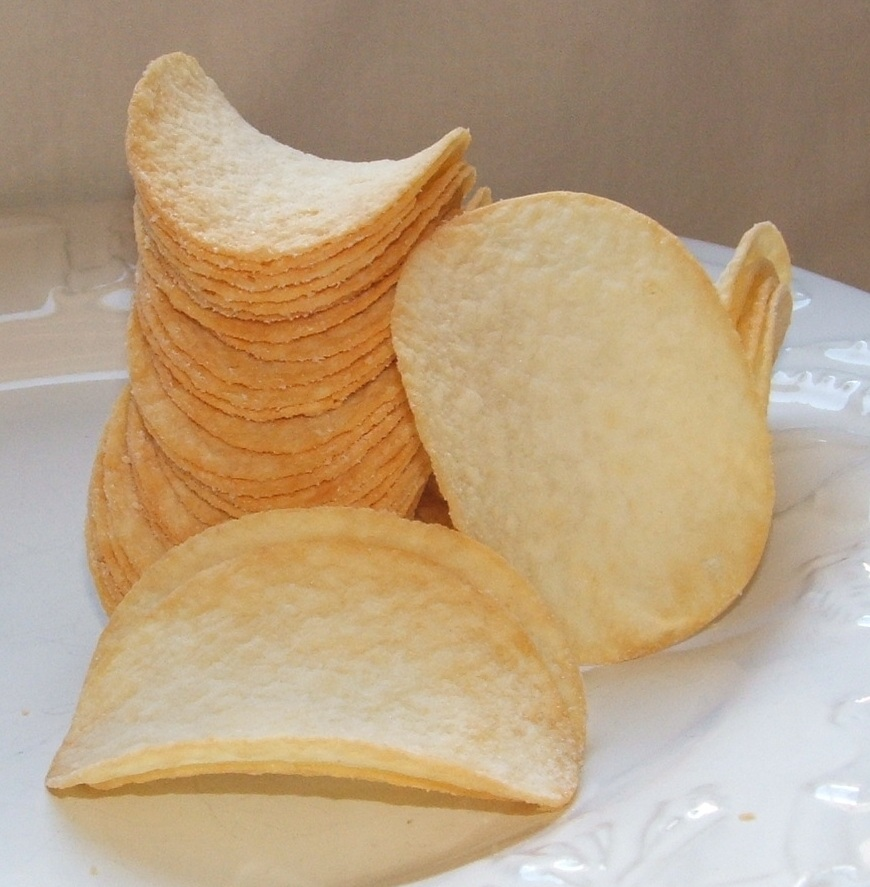
Patatine pringles

La società è stata fondata negli anni sessanta negli Stati Uniti sotto il nome "Pringle's Newfangled Potato Chips", nome che è stato cambiato l’anno successivo, con quello attuale. Il nome "Pringles" fu adottato semplicemente perché aveva un suono gradevole.
Secondo il brevetto il marchio è stato inventato da Alexander Liepa di Montgomery per l'esercito statunitense, mentre Gene Wolfe sviluppò il macchinario per realizzarle. Le Pringles sono state usate nel corso della seconda guerra mondiale per poi essere vendute al pubblico a partire dal 1967.
Le Pringles sono note per la loro particolare forma, geometricamente definita come un paraboloide iperbolico, e l'inscatolamento inventato da Fred Baur che consiste in un contenitore di cartone a forma di tubo progettato per tenere impilate le patatine con una sottile pellicola in cima da strappare. 
Il contenuto di patate nelle Pringles è inferiore al 50%.